# CS Minaur Baia Mare (handbal feminin)
Clubul Sportiv Minaur Baia Mare este o echipă de handbal feminin din Baia Mare, România, secție a clubului sportiv CS Minaur Baia Mare. Echipa a evoluat în Divizia A și a promovat în Liga Națională în mai 2018, după ce a câștigat Seria B a Diviziei A.
Înființat în anul 2015 CS Minaur este un club de drept public aparținând Primăriei Baia Mare, având ca scop principal „preluarea brandului „MINAUR” și readucerea lui în prim-planul activităților sportive”. Sediul clubului se află pe Bulevardul Unirii nr. 14A din Baia Mare, iar echipa își desfășoară meciurile de pe teren propriu în Sala Sporturilor „Lascăr Pană”. Anterior sediul clubului s-a aflat pe strada Valea Roșie nr. 26.
Culorile oficiale ale clubului sunt alb-roșu-albastru. Anterior culorile oficiale au fost portocaliu-negru.
CS Minaur Baia Mare a ocupat locul trei în ediția 2020-21 a Ligii Europene, competiția care a înlocuit Cupa EHF. În sezonul 2020-2021 al Ligii Naționale echipa a cucerit medaliile de argint.

## Palmares
- Liga Europeană:
  -  Locul 3: 2021
  - Locul 4: 2022

- Liga Națională:
  -  Locul 2: 2021

## Lotul de jucătoare 2024/25

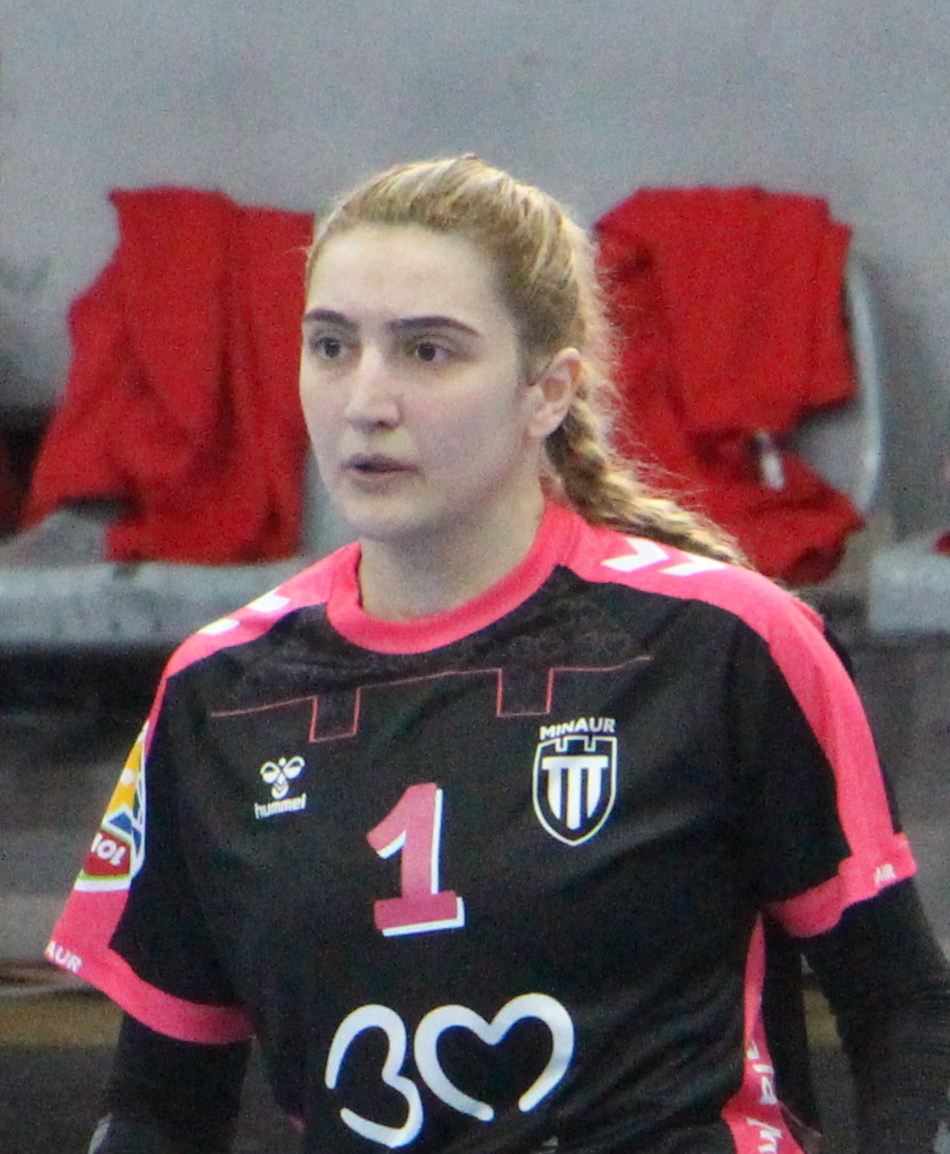
Cristina Enache

Conform paginii oficiale a clubului:
| Portari - 01 Cristina Mihiș - 16 Clara Preda - 53 Iulia Dumanska Extreme Extreme stânga - 15 Denisa Romaniuc - 21 Fie Woller Extreme dreapta - 10 Jéssica Quintino - 30 Amalia Terciu Pivoți - 37 Andrijana Tatar - 93 Alba Spugnini | Centri - 02 Andreea Ianăși - 07 Aleksandra Vukajlović - 22 Luciana Popescu - 33 Amelia Lundbäck Intermediari Intermediari stânga - 06 Emilia Galińska - 08 Teodora Damian - 13 María Gomes - 28 Magda Cazanga Intermediari dreapta - 95 Katarina Pavlović |

## Banca tehnică
Conform paginii oficiale a clubului:
| Nume               | Ocupație           |
| ------------------ | ------------------ |
| Andrei Popescu     | Antrenor principal |
| Daniel Apostu      | Antrenor secund    |
| Valentina Mitrașcă | Fizioterapeut      |
| Călin Crișan       | Preparator fizic   |
| Daniel Kotecz      | Team manager       |
| Liviu Bala         | Manager sportiv    |

## Conducerea administrativă
Conform paginii oficiale a clubului:
| Nume             | Ocupație                                     |
| ---------------- | -------------------------------------------- |
| Ioachim Făt      | Director                                     |
| Ioana Stoica     | Consilier juridic                            |
| Alina Bârle      | Consilier achiziții publice și resurse umane |
| Maria Muntean    | Economist                                    |
| Andrada Ardelean | Consilier organizator competiții             |
| Camelia Hotea    | Consilier relații publice                    |

## Meciuri europene
Conform Federației Europene de Handbal:
| Sezon   | Competiție             | Fază                    | Fază                     | Club                       | Tur              | Retur            | Total       |
| ------- | ---------------------- | ----------------------- | ------------------------ | -------------------------- | ---------------- | ---------------- | ----------- |
|         |                        |                         |                          |                            |                  |                  |             |
| 2020-21 | Liga Europeană Locul 3 | Faza grupelor (Grupa C) | Storhamar Håndball Elite | 33–29                      | 40–27            | Locul întâi      |             |
| 2020-21 | Liga Europeană Locul 3 | Faza grupelor (Grupa C) | Thüringer HC             | 10–0✳                      | 10–0✳            | Locul întâi      |             |
| 2020-21 | Liga Europeană Locul 3 | Faza grupelor (Grupa C) | Astrahanocika            | 27–33                      | 30–27            | Locul întâi      |             |
| 2020-21 | Liga Europeană Locul 3 | Sferturi de finală      | Sferturi de finală       | HC Dunărea Brăila          | 31-24            | 27-25            | 58–49       |
| 2020-21 | Liga Europeană Locul 3 | Turneu Final 4          | Semifinale               | Nantes Atlantique Handball | 34-36            | 34-36            | Locul trei  |
| 2020-21 | Liga Europeană Locul 3 | Turneu Final 4          | Finala mică              | Herning-Ikast Håndbold     | 33-31            | 33-31            | Locul trei  |
|         |                        |                         |                          |                            |                  |                  |             |
| 2021-22 | Liga Europeană Locul 4 | Faza grupelor (Grupa B) | MKS Zagłębie Lubin       | 34–32                      | 23–23            | Locul doi        |             |
| 2021-22 | Liga Europeană Locul 4 | Faza grupelor (Grupa B) | SG BBM Bietigheim        | 20–39                      | 20–28            | Locul doi        |             |
| 2021-22 | Liga Europeană Locul 4 | Faza grupelor (Grupa B) | Neptunes de Nantes       | 29–34                      | 28–26            | Locul doi        |             |
| 2021-22 | Liga Europeană Locul 4 | Sferturi de finală      | Sferturi de finală       | Sola HK                    | 40-32            | 29-29            | 69–61       |
| 2021-22 | Liga Europeană Locul 4 | Turneu Final 4          | Semifinale               | Viborg HK                  | 24-28            | 24-28            | Locul patru |
| 2021-22 | Liga Europeană Locul 4 | Turneu Final 4          | Finala mică              | Herning-Ikast Håndbold     | 24-24 d.7m 28-29 | 24-24 d.7m 28-29 | Locul patru |

✳ Partidele, programate să se desfășoare la Baia Mare, pe 20 și 21 februarie 2021, au fost anulate pentru ca echipa Thüringer HC să evite intrarea în carantină la reîntoarcerea în Germania. Rezultatul a fost decis de Federația Europeană de Handbal la „masa verde”, victoria fiind acordată echipei CS Minaur Baia Mare, cu scorul de 10–0.

## Sezoane recente
| Sezon   | Competiție națională | Loc    | Cupa României | Supercupa României | Competiție europeană | Competiție europeană |
| ------- | -------------------- | ------ | ------------- | ------------------ | -------------------- | -------------------- |
| 2016-17 | DA                   | 2      |               |                    |                      |                      |
| 2017-18 | DA                   | 1      |               |                    |                      |                      |
| 2018-19 | LN                   | 10     |               |                    |                      |                      |
| 2019-20 | LN                   | 3✳     |               |                    |                      |                      |
| 2020-21 | LN                   | Argint |               |                    | Liga Europeană       | Locul 3              |
| 2021-22 | LN                   | 6      |               |                    | Liga Europeană       | Locul 4              |
| 2022-23 | LN                   | 8      |               |                    |                      |                      |
| 2023-24 | LN                   | 9      |               |                    |                      |                      |

✳ Sezonul 2019-2020 al Ligii Naționale s-a încheiat, din cauza pandemiei de coronaviroză cauzată de noul coronavirus 2019-nCoV (SARS-CoV-2), fără a se mai disputa ultimele șapte etape, XX–XXVI, cu rămânerea în vigoare a clasamentului valabil la data de 11 martie 2020, când s-a desfășurat ultimul meci, fără introducerea unor criterii finale de departajare, fără a retrograda nici o echipă și fără a se acorda titlul și medalii.

## Marcatoare în competițiile europene
Conform Federației Europene de Handbal:
| Sezon   | Competiție     | Poz. | Nume                 | Goluri |  |  |
| ------- | -------------- | ---- | -------------------- | ------ |  |  |
|         |                |      |                      |        |  |  |
| 2020-21 | Liga Europeană |      |                      |        |  |  |
| 2020-21 | Liga Europeană | 1    | Jovana Kovačević     | 55     |  |  |
| 2020-21 | Liga Europeană | 2    | Linn Blohm           | 34     |  |  |
| 2020-21 | Liga Europeană | 3    | Jelena Lavko         | 32     |  |  |
| 2020-21 | Liga Europeană | 4    | Cristina Laslo       | 29     |  |  |
| 2020-21 | Liga Europeană | 5    | Larissa Araújo       | 19     |  |  |
| 2020-21 | Liga Europeană | 6    | Andreea Popa         | 18     |  |  |
| 2020-21 | Liga Europeană | 7    | Asuka Fujita         | 17     |  |  |
| 2020-21 | Liga Europeană | 8    | Ana Maria Tănasie    | 14     |  |  |
| 2020-21 | Liga Europeană | 9    | Iaroslava Burlacenko | 10     |  |  |
| 2020-21 | Liga Europeană | 10   | Angela Cioca         | 9      |  |  |
| 2020-21 | Liga Europeană | 10   | Sonia Seraficeanu    | 9      |  |  |
| 2020-21 | Liga Europeană | 11   | Anca Polocoșer       | 6      |  |  |
| 2020-21 | Liga Europeană | 12   | Filippa Idéhn        | 2      |  |  |
| 2020-21 | Liga Europeană | 13   | Éva Kerekes          | 1      |  |  |
| 2020-21 | Liga Europeană |      |                      |        |  |  |
| 2021-22 | Liga Europeană |      |                      |        |  |  |
| 2021-22 | Liga Europeană | 1    | Jelena Lavko         | 60     |  |  |
| 2021-22 | Liga Europeană | 2    | Cristina Laslo       | 48     |  |  |
| 2021-22 | Liga Europeană | 3    | Asuka Fujita         | 39     |  |  |
| 2021-22 | Liga Europeană | 4    | Iaroslava Burlacenko | 37     |  |  |
| 2021-22 | Liga Europeană | 5    | Andreea Popa         | 24     |  |  |
| 2021-22 | Liga Europeană | 6    | Ana Maria Tănasie    | 19     |  |  |
| 2021-22 | Liga Europeană | 7    | Alexandra Severin    | 16     |  |  |
| 2021-22 | Liga Europeană | 8    | Angela Cioca         | 8      |  |  |
| 2021-22 | Liga Europeană | 8    | Anca Polocoșer       | 8      |  |  |
| 2021-22 | Liga Europeană | 9    | Raluca Petruș        | 7      |  |  |
| 2021-22 | Liga Europeană | 10   | Éva Kerekes          | 3      |  |  |
| 2021-22 | Liga Europeană | 10   | Andreea Țîrle        | 3      |  |  |
| 2021-22 | Liga Europeană | 10   | Aleksandra Zych      | 3      |  |  |

| Poz. | Nume                 | Goluri |
| ---- | -------------------- | ------ |
|      |                      |        |
| 1    | Jelena Lavko         | 92     |
| 2    | Cristina Laslo       | 77     |
| 3    | Asuka Fujita         | 56     |
| 4    | Jovana Kovačević     | 55     |
| 5    | Iaroslava Burlacenko | 47     |
| 6    | Andreea Popa         | 42     |
| 7    | Linn Blohm           | 34     |
| 8    | Ana Maria Tănasie    | 33     |
| 9    | Larissa Araújo       | 19     |
| 10   | Angela Cioca         | 17     |
| 11   | Alexandra Severin    | 16     |
| 12   | Anca Polocoșer       | 14     |
| 13   | Sonia Seraficeanu    | 9      |
| 14   | Raluca Petruș        | 7      |
| 15   | Éva Kerekes          | 4      |
| 16   | Andreea Țîrle        | 3      |
| 16   | Aleksandra Zych      | 3      |
| 17   | Filippa Idéhn        | 2      |

## Marcatoare în competițiile naționale
| Sezon         | Nume | Goluri |
| ------------- | ---- | ------ |
|               |      |        |
| 2017-18       |      |        |
| Andreea Tecar | 118  |        |

| Sezon                                        | Nume | Goluri |
| -------------------------------------------- | ---- | ------ |
|                                              |      |        |
| 2018-19                                      |      |        |
| Sylwia Lisewska                              | 129  |        |
|                                              |      |        |
| 2019-20                                      |      |        |
| Sylwia Lisewska                              | 82   |        |
|                                              |      |        |
| 2020-21                                      |      |        |
| Jovana Kovačević Trofeul Simona Arghir Sandu | 181  |        |
|                                              |      |        |
| 2021-22                                      |      |        |
| Asuka Fujita                                 | 137  |        |
|                                              |      |        |
| 2022-23                                      |      |        |
| Ana Maria Tănasie                            | 128  |        |
|                                              |      |        |
| 2023-24                                      |      |        |
| Alba Spugnini                                | 128  |        |

| Ediție           | Nume | Goluri |
| ---------------- | ---- | ------ |
|                  |      |        |
| 2016-17          |      |        |
| Cristina Andrița | 6    |        |
|                  |      |        |
| 2017-18          |      |        |
| Cristina Andrița | 5    |        |
| Andreea Tecar    | 5    |        |
|                  |      |        |
| 2018-19          |      |        |
| Marija Šteriova  | 11   |        |
|                  |      |        |
| 2019-20          |      |        |
| Andreea Popa     | 13   |        |
|                  |      |        |
| 2020-21          |      |        |
| Cristina Laslo   | 10   |        |
|                  |      |        |
| 2021-22          |      |        |
| Asuka Fujita     | 15   |        |

## Trofeul Minaur
Trofeul Minaur este competiția amicală de handbal feminin organizată de clubul CS Minaur Baia Mare cu începere din anul 2017. Competiția se desfășoară cu patru echipe, care joacă în sistem fiecare cu fiecare, iar câștigătoarea este desemnată echipa cu cele mai multe puncte în clasament.
Edițiile Trofeului Minaur:
| Ediția | Perioada             | Clasament                                                                                               |
| ------ | -------------------- | --- |
| I      | 28-29 decembrie 2017 | Corona Brașov 2. CS Gloria 2018 Bistrița-Năsăud 3. CS Minaur Baia Mare 4. „U” Cluj                      |
| II     | 23-25 august 2018    | Kisvárdai Master Good SE 2. CS Gloria 2018 Bistrița-Năsăud 3. CS Minaur Baia Mare 4. Iuventa Michalovce |
| III    | 22-24 august 2019 ✳  | CS Minaur Baia Mare 2. Iuventa Michalovce 3. „U” Cluj                                                   |

✳ Ediția a III-a s-a desfășurat cu trei echipe, deoarece cea de-a patra echipă invitată a anunțat că nu se mai prezintă la turneu, din cauza absențelor din lot provocate de accidentări.

## Memorialul „Lascăr Pană”
| Ediția | Perioada        | Clasament                                                                                     |
| ------ | --------------- | --------------------------------------------------------------------------------------------- |
| I      | 5-6 august 2022 | CS Gloria 2018 Bistrița-Năsăud 2. CS Minaur Baia Mare 3. Kisvárdai Master Good SE 4. „U” Cluj |

## Jucătoare notabile

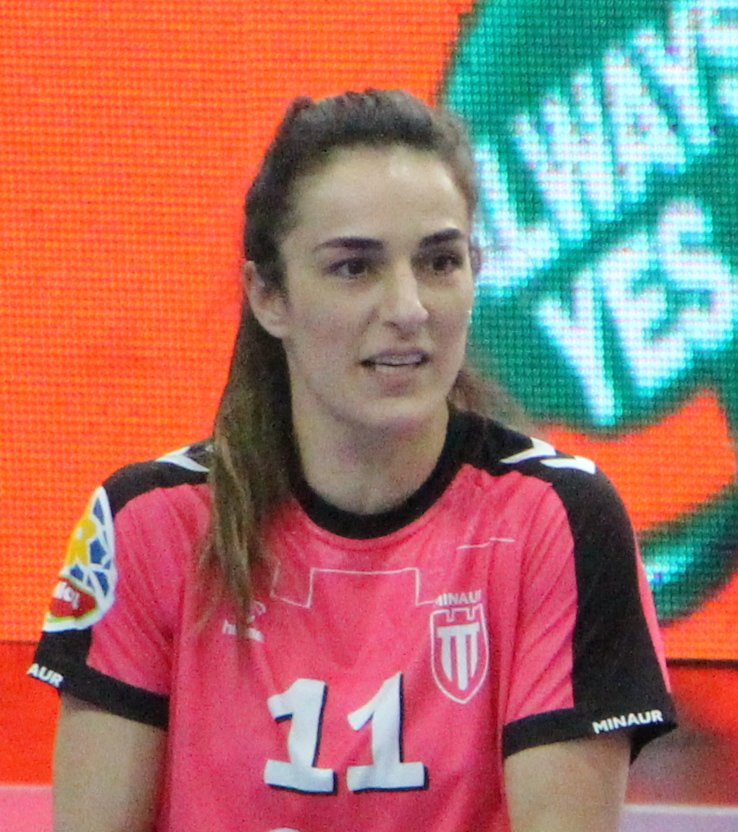
Sanja Vujović

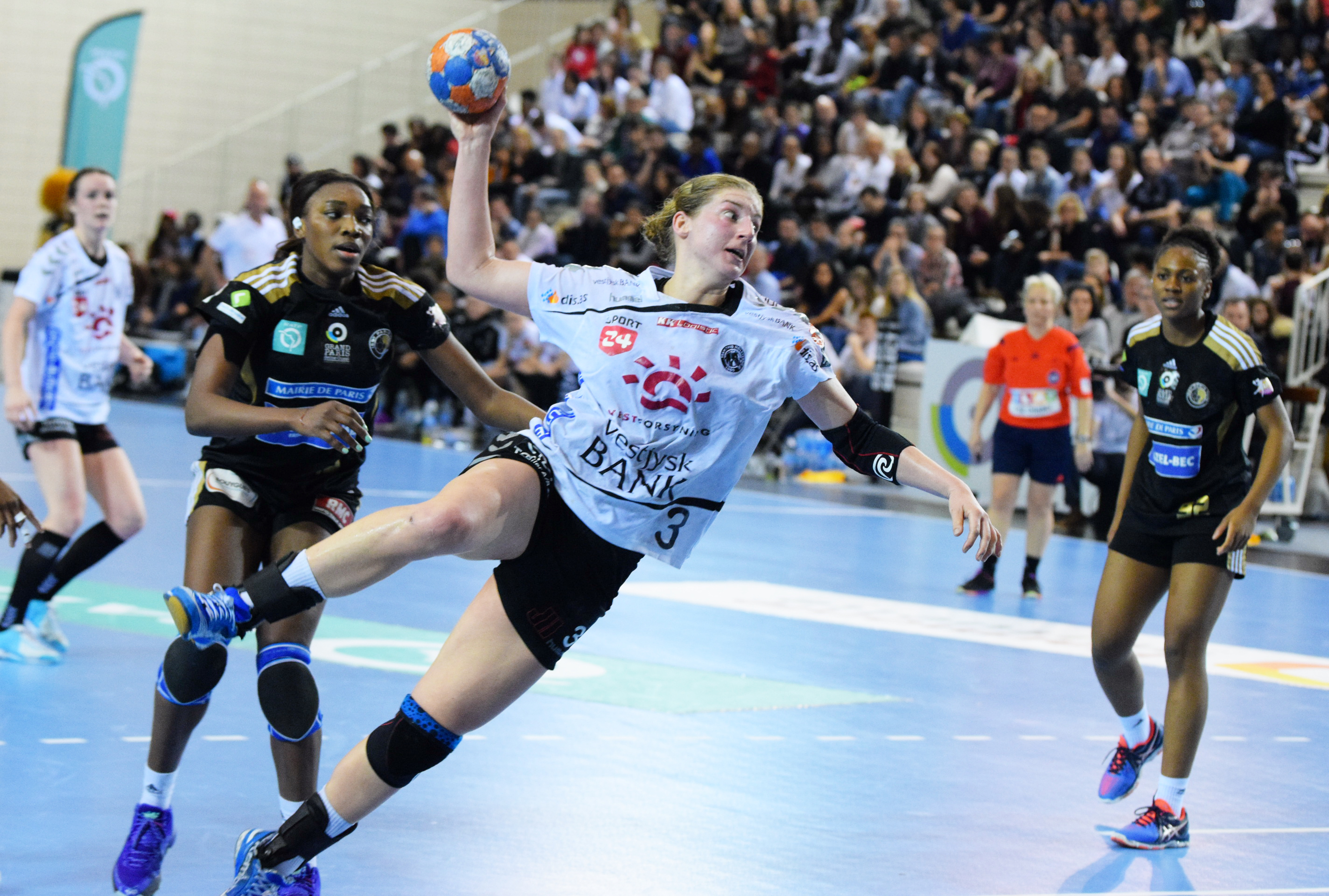
Linn Blohm

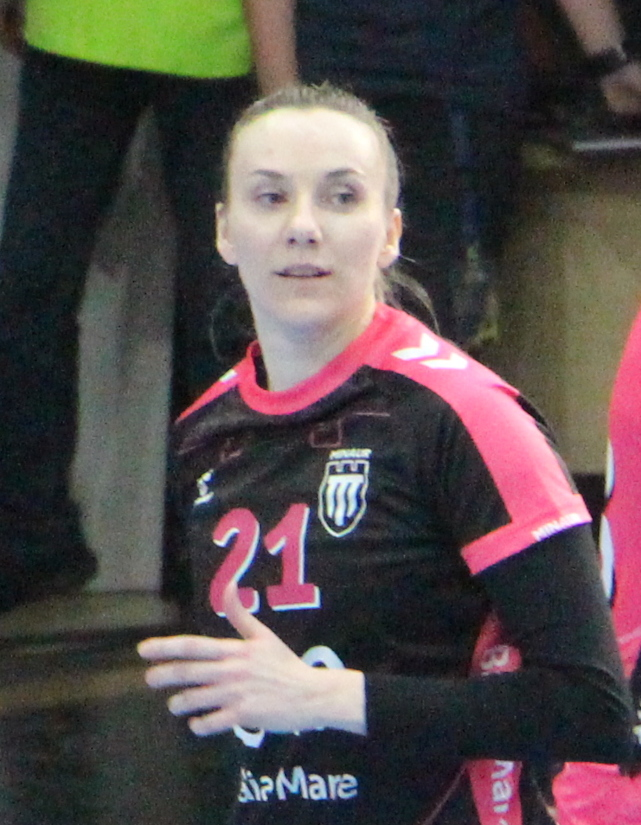
Amra Pandžić

| - Claudia Cetățeanu - Jenica Rudics - Raluca Mihai - Elena Avdekova - Luciana Popescu - Oana Bondar - Helena Ryšánková - Sylwia Lisewska - Marija Šteriova - Oana Cîrstea - Andrada Preda - Andreea Lipară - Andreea Taivan - Sonia Seraficeanu - Ana Maria Măzăreanu - Larisa Tămaș - Paulina Masna - Camelia Hotea - Filippa Idéhn - Ionica Munteanu | - Linn Blohm - Jovana Kovačević - Mikaela Mässing - Larissa Araújo - Elena Utkina - Elaine Gomes - Asuka Fujita - Iaroslava Burlacenko - Cristina Laslo - Karoline de Souza - Jelena Lavko - Aleksandra Zych - Talita Carneiro - Amra Pandžić - Ana Maria Tănasie - Dijana Ujkić - Sanja Vujović |

## Antrenori notabili
- Costică Buceschi